# Liga Premier de Bielorrusia 2015
La temporada 2015 fue la vigésima quinta temporada de la Liga Premier de Bielorrusia la máxima categoría del fútbol profesional de Bielorrusia. Comenzó el 10 de abril y finalizó el 8 de noviembre de 2015. El torneo fue organizado por la Federación de Fútbol de Bielorrusia.

El campeón fue el BATE Borisov que obtuvo su decimosegundo título (décimo consecutivo) de la Liga Premier.

## Formato de competición
A raíz de la expansión de la liga de 12 a 14 clubes, el formato de la liga vuelve a un torneo del sistema de todos contra todos, donde cada equipo juega contra los demás dos veces, una como local, y otra como visitante sin ninguna segunda fase.

Los catorce equipos participantes jugaron entre sí todos contra todos dos veces totalizando 26 partidos cada uno, al término de la fecha 26 el primer clasificado se coronó campeón y obtuvo un cupo para la segunda ronda de la Liga de Campeones 2016-17, mientras que el segundo y tercer clasificado obtuvieron un cupo para la primera ronda de la Liga Europa 2016-17; por otro lado el último clasificado descendió a la Primera Liga de Bielorrusia 2016.
Un tercer cupo para la segunda ronda de la Liga Europa 2016-17 fue asignado al campeón de la Copa de Bielorrusia.
Serán 3 los equipos que asciendan de la Primera Liga para la temporada 2016.

## Ascensos y descensos
| Pos. | Descendidos de la Liga Premier 2014 |
| ---- | ----------------------------------- |
| 12.º | Dnepr Mogilev                       |

| Pos. | Ascendidos de la Pershaya Liha 2014 |
| ---- | ----------------------------------- |
| 1º   | Gramit Mikashevichi                 |
| 2º   | Slavia-Mozyr                        |
| 3º   | Vitebsk                             |

## Equipos
| Club                | Ciudad       | Estadio                        | Capacidad |
| ------------------- | ------------ | ------------------------------ | --------- |
| BATE Borisov        | Borisov      | Borisov Arena                  | 13,126    |
| Belshina Bobruisk   | Bobruisk     | Spartak Stadium                | 3,700     |
| Dinamo Brest        | Brest        | OSK Brestskiy                  | 10,162    |
| Dinamo Minsk        | Minsk        | Estadio Dinamo                 | 41,500    |
| Gomel               | Gomel        | Central Stadium                | 14,000    |
| Granit Mikashevichi | Mikashevichi | Stadion Granit                 | 1,000     |
| Minsk               | Minsk        | Torpedo Stadium                | 5,200     |
| Naftan Novopolotsk  | Novopolotsk  | Atlant Stadium                 | 4,500     |
| Neman Grodno        | Grodno       | Neman Stadium                  | 9,000     |
| Shakhtyor Soligorsk | Soligorsk    | Stroitel Stadium               | 4,200     |
| Slavia-Mozyr        | Mazyr        | Yunost Stadium (Mozyr)         | 5,300     |
| Slutsk              | Slutsk       | Haradski Stadium               | 2,000     |
| Torpedo Zhodino     | Zhodino      | Torpedo Stadium                | 6,500     |
| Vitebsk             | Vitebsk      | Vitebsky Central Sport Complex | 8,300     |

## Tabla de posiciones
| Pos. | Equipo              | Pts. | PJ | G  | E | P  | GF | GC | Dif. | Clasificación y descenso 2016–17            |
| ---- | ------------------- | ---- | -- | -- | - | -- | -- | -- | ---- | ------------------------------------------- |
| 1    | BATE Borisov (C)    | 65   | 26 | 20 | 5 | 1  | 44 | 11 | +33  | Segunda ronda de la Liga de Campeones       |
| 2    | Dinamo Minsk        | 53   | 26 | 15 | 8 | 3  | 36 | 13 | +23  | Primera ronda de la Liga Europa             |
| 3    | Shakhtyor Soligorsk | 49   | 26 | 14 | 7 | 5  | 47 | 27 | +20  | Primera ronda de la Liga Europa             |
| 4    | Belshyna            | 43   | 26 | 12 | 7 | 7  | 39 | 19 | +20  |                                             |
| 5    | Granit Mikashevichi | 42   | 26 | 12 | 6 | 8  | 30 | 32 | −2   |                                             |
| 6    | Minsk               | 40   | 26 | 12 | 4 | 10 | 29 | 28 | +1   |                                             |
| 7    | Torpedo Zhodino     | 36   | 26 | 10 | 6 | 10 | 31 | 29 | +2   | Segunda ronda de la Liga Europa             |
| 8    | Neman Grodno        | 32   | 26 | 8  | 8 | 10 | 21 | 32 | −11  |                                             |
| 9    | Naftan              | 30   | 26 | 8  | 6 | 12 | 34 | 35 | −1   |                                             |
| 10   | Slavia Mozyr        | 26   | 26 | 7  | 5 | 14 | 33 | 50 | −17  |                                             |
| 11   | Slutsk              | 25   | 26 | 6  | 7 | 13 | 26 | 30 | −4   |                                             |
| 12   | Dinamo Brest        | 24   | 26 | 7  | 3 | 16 | 23 | 42 | −19  |                                             |
| 13   | Vitebsk             | 21   | 26 | 4  | 9 | 13 | 21 | 47 | −26  |                                             |
| 14   | Gomel               | 18   | 26 | 5  | 3 | 18 | 22 | 41 | −19  | Descenso a Primera Liga de Bielorrusia 2016 |

Actualizado a los partidos jugados el 8 de noviembre de 2015.
 Fuente: football.by, Soccerway
Criterios de clasificación: 1) Puntos; 2) puntos entre sí; 3) diferencia de goles; 4) Goles marcados.
Notas:
1. ↑  El Torpedo Zhodino obtuvo un cupo para la Segunda ronda de la Liga Europa 2016-17 tras ganar la Copa de Bielorrusia 2015-16.

## Resultados cruzados
| Local \ Visitante   | BAT | BEL | DBR | DMI | GOM | GRA | MIN | NAF | NEM | SHA | SLA | SLU | TOR | VIT |
| ------------------- | --- | --- | --- | --- | --- | --- | --- | --- | --- | --- | --- | --- | --- | --- |
| BATE Borisov        | —   | 1–0 | 1–0 | 0–1 | 2–0 | 1–1 | 1–0 | 2–1 | 7–1 | 1–1 | 1–0 | 4–1 | 1–0 | 4–0 |
| Belshyna            | 0–1 | —   | 2–0 | 0–2 | 3–1 | 0–1 | 4–0 | 1–1 | 0–0 | 3–1 | 2–0 | 2–0 | 1–0 | 1–1 |
| Dinamo Brest        | 0–1 | 2–1 | —   | 1–0 | 0–4 | 0–0 | 1–0 | 0–1 | 1–3 | 3–2 | 1–2 | 1–1 | 2–1 | 3–2 |
| Dinamo Minsk        | 0–2 | 0–0 | 4–1 | —   | 1–0 | 1–0 | 1–1 | 2–1 | 2–0 | 1–0 | 2–0 | 2–0 | 4–0 | 0–0 |
| Gomel               | 0–0 | 2–0 | 2–0 | 1–2 | —   | 1–2 | 3–0 | 1–4 | 0–0 | 1–3 | 0–2 | 1–3 | 0–2 | 2–0 |
| Granit Mikashevichi | 0–1 | 1–5 | 1–0 | 0–0 | 1–0 | —   | 2–0 | 3–0 | 0–1 | 2–3 | 3–2 | 1–0 | 2–1 | 1–1 |
| Minsk               | 1–2 | 2–1 | 2–1 | 0–3 | 1–0 | 5–0 | —   | 0–0 | 2–0 | 1–0 | 2–1 | 2–0 | 0–2 | 3–2 |
| Naftan              | 1–2 | 0–2 | 1–0 | 2–2 | 3–1 | 0–0 | 0–1 | —   | 1–2 | 3–4 | 1–1 | 0–1 | 0–2 | 3–0 |
| Neman Grodno        | 0–1 | 1–3 | 2–1 | 1–1 | 1–0 | 2–0 | 1–1 | 3–1 | —   | 0–1 | 3–1 | 0–4 | 0–1 | 0–1 |
| Shakhtyor Soligorsk | 0–0 | 0–0 | 2–1 | 0–0 | 4–1 | 1–1 | 1–0 | 1–0 | 3–0 | —   | 6–1 | 2–0 | 3–1 | 4–1 |
| Slavia Mozyr        | 3–5 | 1–4 | 3–0 | 2–4 | 3–1 | 2–0 | 0–0 | 0–3 | 0–0 | 1–1 | —   | 1–6 | 1–2 | 4–0 |
| Slutsk              | 0–1 | 0–0 | 1–1 | 0–1 | 0–0 | 1–2 | 0–1 | 0–1 | 0–0 | 0–2 | 3–1 | —   | 1–1 | 4–2 |
| Torpedo Zhodino     | 0–0 | 0–3 | 1–3 | 1–0 | 3–0 | 2–3 | 2–0 | 3–3 | 0–0 | 3–0 | 0–1 | 0–0 | —   | 3–1 |
| Vitebsk             | 0–2 | 1–1 | 2–0 | 0–0 | 1–0 | 2–3 | 0–4 | 1–3 | 0–0 | 2–2 | 0–0 | 1–0 | 0–0 | —   |

## Goleadores
| Pos. | Jugador                 | Club                               | Goles |
| ---- | ----------------------- | ---------------------------------- | ----- |
| 1    | Mikalay Yanush          | Shakhtyor Soligorsk                | 15    |
| 2    | Uladzimir Khvashchynski | Minsk                              | 10    |
| 2    | Chigozie Udoji          | Dinamo Minsk                       | 10    |
| 4    | Denis Laptev            | Slavia Mozyr                       | 9     |
| 4    | Vitali Rodionov         | BATE Borisov                       | 9     |
| 4    | Fatos Bećiraj           | Dinamo Minsk                       | 9     |
| 4    | Vadzim Dzemidovich      | Naftan Novopolotsk/Torpedo Zhodino | 9     |
| 8    | Raman Vasilyuk          | Dinamo Brest                       | 8     |
| 8    | Serhiy Rozhok           | Belshina Bobruisk                  | 8     |

- actualizado al 8 de noviembre de 2015
 Fuentes: fifa.com Archivado el 24 de septiembre de 2015 en Wayback Machine. football.by Archivado el 19 de mayo de 2015 en Wayback Machine.